# 찰스 에스튼
찰스 에스튼(Charles Esten, 1965년 9월 9일 ~ )은 미국의 배우이다.

## 출연 작품
- 스윙 보트 (2008)
- 빅 러브 (2006)
- 더 오피스 1 (2005)
- 노바디 노우스 애니씽! (2003)
- 더 조니 크로니클즈 (2002)
- 텐 미니츠 - 트럼펫 (2002)
- 61＊ (2001)
- 로켓 파워 (1999)
- 포스트맨 (1997)
- 더 드류 캐리 쇼 (1995)
- 못말리는 번디 가족 (1987)